# Ney González Sánchez
Pour les articles homonymes, voir Sánchez.
Ney González Sánchez, né le 25 janvier 1963 à Guadalajara, Jalisco, est un homme politique mexicain, membre du Parti révolutionnaire institutionnel (PRI). Il est gouverneur de l'État de Nayarit du 19 septembre 2005 au 19 septembre 2011.